# スポンジ・ボブ:ザ・コズミック・シェイク
『スポンジ・ボブ:ザ・コズミック・シェイク』（SpongeBob SquarePants: The Cosmic Shake）は、パープル・ランプ・スタジオによって開発され、THQ Nordicによって公開された2023年のプラットフォームゲーム。ニコロデオンのテレビアニメである『スポンジ・ボブ』に基づいてあり、2023年1月31日にNintendo Switch、PlayStation 4、Microsoft WindowsやXbox One向けにリリースされた。

## ストーリー
スポンジ・ボブとパトリック・スターは、謎の占い師であるカサンドラに出会い、「人魚の涙」が入った小瓶を渡された。清らかな人の願いかなえるという伝説。当然のことながら、ふたりの最高の相棒は、興奮しすぎて彼らの願いの涙が空間と時間の構造そのものを引き裂きる。「コズミックゼリー」をビキニタウンに放ち、その過程で奇妙な「ウィッシュワールド」へのパータルを開く間ずっと。

## ウィッシュワールド（世界地図）
ビキニタウン（Bikini Bottom）
- スポンジ・ボブのパイナップル
- ツリードーム
- カニカーニ
- パフ先生のボート教室

西部開拓時代のクラゲ畑
- タツノオトシゴの谷
- クラゲのトレール
- 乗馬スクール
- マンタ・フェ
- サボテンヒル
- 採集者のサップ
- ブルワームの鉱山

空手ビキニタウンのダウンタウン
- 映画館の廊下
- バックロット
- 裏路地
- パパラッチストリート
- 第一海事銀行
- 駐車場
- ハイウェー
- 道場エステート
- 空手サンディ

海賊グー・ラグーン
- ラグーンランディング
- ボンゴビーチ
- 下劣な沼
- 砂の城
- 音楽的な人魚
- 難破船の宝
- ポートゼリーロイヤル
- エビ提督

ハロウィンロックボトム
- バス停
- キャンディヴィル
- カタツムリレース
- 怖いストリート
- シャドウシアター
- 博物館のスライド
- ロックボトム博物館
- ゲイリー王

先史時代のコンブの森
- 鐘乳洞
- 藻のジャングル
- 溶岩の川
- 眠れるドルドン
- 火山のスライド
- 溶岩の洞窟
- 洞窟絵画の洞窟
- ポムポム

中世の硫黄地帯
- 雲のスライド
- タワーの階段
- 庭園迷路
- 城の中庭
- ツウィッチーのコテージ
- ミーンダーソン川
- 吟遊詩人のオーディション
- 寮ホール
- ケーキの舞踏会場

ゼリーグローブワールド
- グローブワールドの入口
- グローブのトンネル
- メインストリート
- グローブワールド刑務所
- 中央広場
- 観覧車
- グロービー・グローブ

## 登場キャラクター
スポンジ・ボブ
パトリック・スター
サンディ・チークス
イカルド・テンタクルズ
カーニ
プランクトンとカレン

### オリジナルキャラクター
カサンドラ（Kassandra）
声：松宮可奈 / シリーナ・アーウィン
謎の人魚占い師。
薄紫色の肌、暗視色の髪、紫色の目や緑色の目が特徴。赤色のカチューシャ、白色のシャツ、ハマグリのネックレス、腰に巻いた赤色のスカート、たくさんの金の宝石を身に着けている。
冷酷かつ傲慢なエゴイストとして振る舞い、多く場合、自分の命令に従う十分な素朴な者に頼る。

## ゲームシステム
プレイヤーは、スポンジ・ボブとして、風船に変身したパトリック・スターの助け借りてゲーム内で「ウィッシュワールド」として知られる、いくつか明確にテーマ化された世界をナビゲートする。

## 開発とリリース
ゲームが以前「SpongeBob SquarePants: Battle for Bikini Bottom - Rehydred」というタイトルを開発したパープル・ランプ・スタジオによって開発された。Rehydratedのスピリチュアルな続編として構想されたプロジェクトは、そのゲームの商業的成功を受けて青信号された。Battle for Bikini Bottomには、スポンジ・ボブ、パトリック・スターやサンディ・チークスの人のプレイアブルなキャラクターがいて、それぞれ1つまたは複数の特殊能力を持っているが、パープル・ランプ・スタジオは、ザ・コズミック・シェイクで複数の特殊能力を持つスポンジ・ボブでプレイアブルなキャラクターを1人だけ持つことにした。ロック解除可能なコスチュームは、ゲームの中心的な焦点となっている。
THQ Nordicは、10周年記念ショーケースの一環として2021年9月にゲームを発表した。THQ Nordicは、2022年8月のゲームショーケースの最後に、ゲームプレイをフィーチャーした新しい予告編を公開した。ゲームのプレイアブルなデモがGamescom2022年で発表された。9月後半、Nintendo Directのプレセンテーションで、ゲームが2023年にリリースされることが明らかなった。
2023年1月31日にNintendo Switch、PlayStation 4、Microsoft WindowsやXbox One向けにリリース。

## 評価
レビュー収集サイトMetacriticによると、「混合または平均」レビューを受け取る。